# Zapovednik Boereinski
De Zapovednik Boereinski (Russisch: Государственный природный заповедник «Буреинский») is gelegen in de kraj Chabarovsk in het Russische Verre Oosten. De oprichting tot zapovednik vond plaats op 12 augustus 1987 per decreet (№ 334/1987) van de Raad van Ministers van de Russische SFSR. Het gebied heeft een oppervlakte van 3.569,92 km². Ook werd er een bufferzone van 533 km² ingesteld. Het reservaat werd gecreëerd om de aanwezige onaangeraakte taigacomplexen te behouden en beschermen, alsmede de hoge biodiversiteit van het gebied.

## Historie
In 1984 werd een ontwerpexpeditie uitgevoerd, waarbij onderzoek werd gedaan in de bovenloop van de rivier Boereja. Er werden een reeks veldonderzoeken gedaan om vast te stellen welke delen van het gebied in aanmerking komen voor de oprichting van een reservaat. Naar aanleiding van de resultaten werd door een uitvoerend comité van Kraj Chabarovsk besloten dat een gebied van 3.569,92 km² aan beide oevers van de Boereja beschermd zal worden. De daadwerkelijke oprichting tot zapovednik volgde op 12 augustus 1987.

## Kenmerken
Zapovednik Boereinski ligt op de samenkomst van drie belangrijke bergketens; de Ezop, Doesse-Alin en Boereja en varieert qua hoogte tussen de 600 en 2.325 meter boven zeeniveau. Het gebied is dan ook zeer rijk aan reliëf en wordt afgewisseld door steile rotswanden, ruige berghellingen en diepe valleien. Het gebied telt ook vele rivieren en beken. Vanaf de zuidelijke hellingen van de Ezop, ontspringt de Rechter Boereja. Deze voegt zich na 106 km bij de Linker Boereja. De oorsprong van de laatstgenoemde ligt op de zuidwestelijke helling van de Doesse-Alin. Alle andere rivieren in het gebied zijn zijrivieren van de Linker Boereja en Rechter Boereja.

## Fauna
Qua fauna ligt het gebied op de scheidingslijn tussen soorten uit Siberië en het Russische Verre Oosten. In de bergtoendra leven bijvoorbeeld rendieren (Rangifer tarandus phylarchus) en in in sparren- en lariksbossen leeft het Siberisch muskushert (Moschus moschiferus). Andere hoefdieren in het reservaat zijn de eland (Alces alces), oessoerihert (Cervus canadensis xanthopygus) Ook leven er veel pelsdieren, zoals de wezel (Mustela nivalis), Siberische wezel (Mustela sibirica), veelvraat (Gulo gulo), sabelmarter (Martes zibellina) en hermelijn (Mustela erminea). De sabelmarter is overal in het reservaat te vinden en is vrij algemeen. De aantallen variëren jaarlijks, maar vallen nooit onder de drie individuen per 10 km². Ook leeft de bruine beer (Ursus arctos) in het gebied. Vermeldenswaardige soorten zijn ook bijvoorbeeld de noordelijke fluithaas (Ochotona hyperborea), Siberische grondeekhoorn (Tamias sibiricus) en gewone vliegende eekhoorn (Pteromys volans). Daarnaast werd er in 2006 voor het eerst een kudde sneeuwschapen (Ovis nivicola) in het gebied waargenomen, langs de bovenloop van de Rechter Boereja.
Vogels die hier broeden en op de Russische rode lijst van bedreigde soorten staan, en ook vermeld worden op de Rode Lijst van de IUCN, zijn o.a. het spitsvleugelhoen (Falcipennis falcipennis) en Chinese zaagbek (Mergus squamatus). In de riviervalleien van het reservaat kan men ook de Mantsjoerijse woudaap (Ixobrychus eurhythmus) en de mandarijneend (Aix galericulata) aantreffen — typische bewoners van de Amoerregio. Andere interessante vogelsoorten in het gebied zijn onder meer de rotsauerhoen (Tetrao urogalloides), hazelhoen (Tetrastes bonasia), harlekijneend (Histrionicus histrionicus), oeraluil (Strix uralensis), sperweruil (Surnia ulula), taigagaai (Perisoreus infaustus), Japanse pestvogel (Bombycilla japonica), bladkoning (Phylloscopus inornatus), blauwstaart (Tarsiger cyanurus) en blauwe nachtegaal (Larvivora cyane).

## Klimaat
De koudste maand van het jaar is januari, waarin de temperatuur gemiddeld −33,1°C is. De warmste maand is juli, waarin de temperaturen gemiddeld 16,8°C zijn. De jaarlijkse vorstvrije periode duurt circa 62 dagen. De jaarlijkse hoeveelheid neerslag ligt tussen de 640 en 680 mm.

## Afbeeldingen

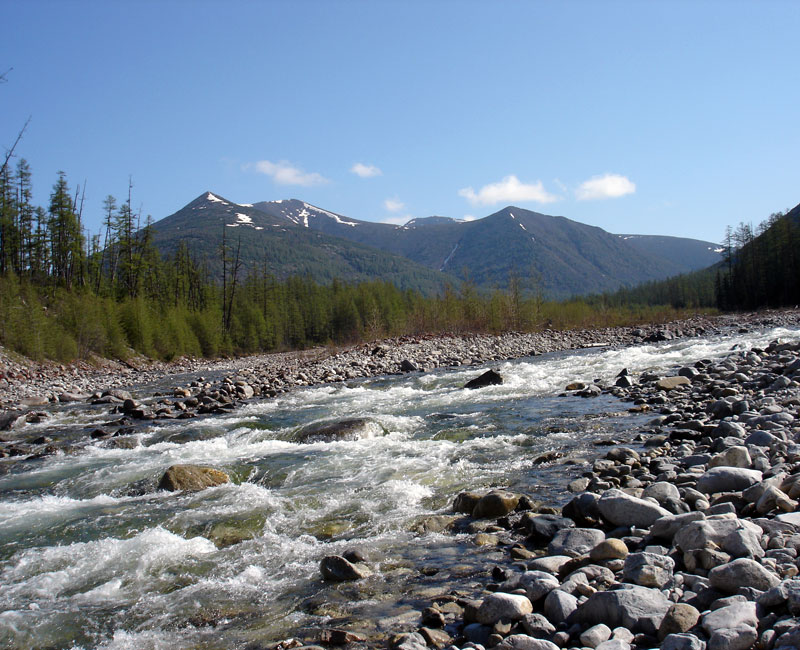
De Rechter Boereja.
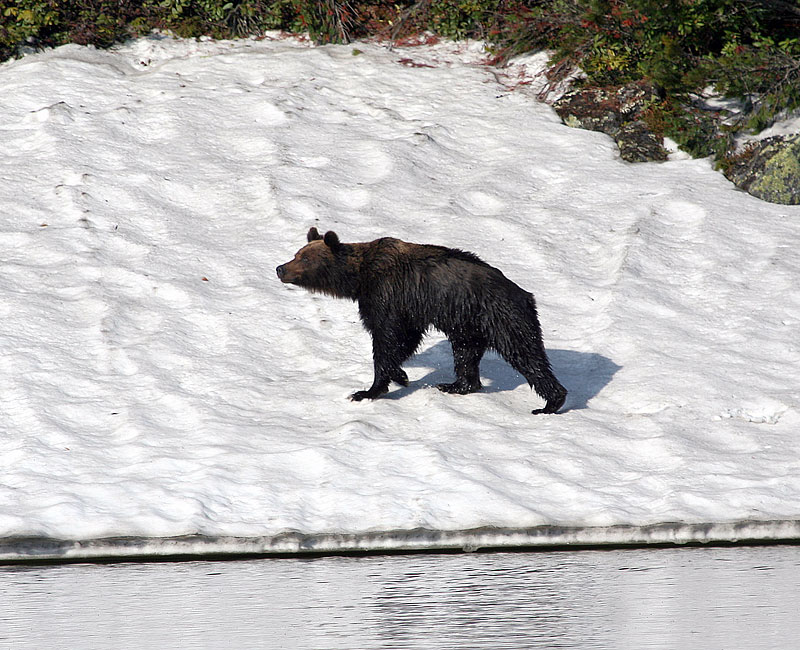
Bruine beren (Ursus arctos) behoren tot de bewoners van Zapovednik Boereinski.
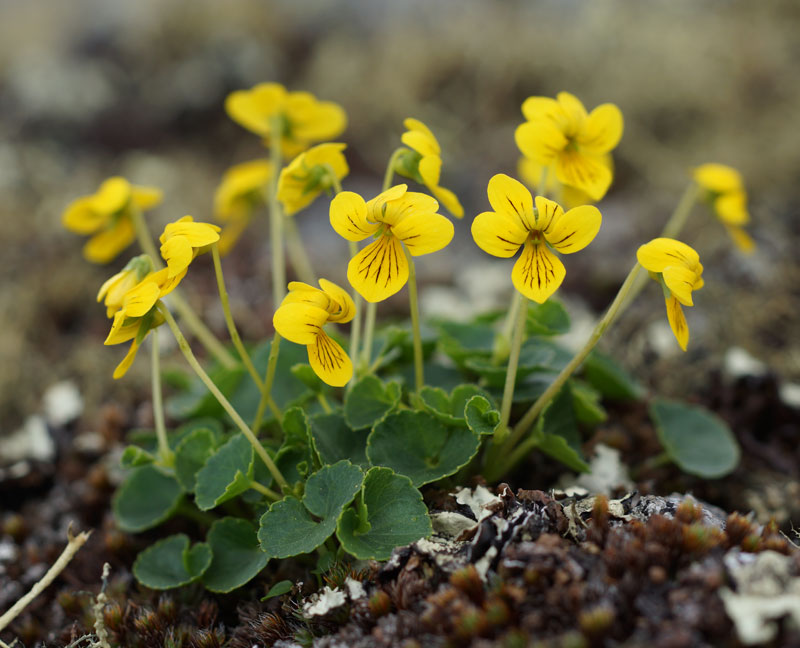
Viola kusnezowiana.
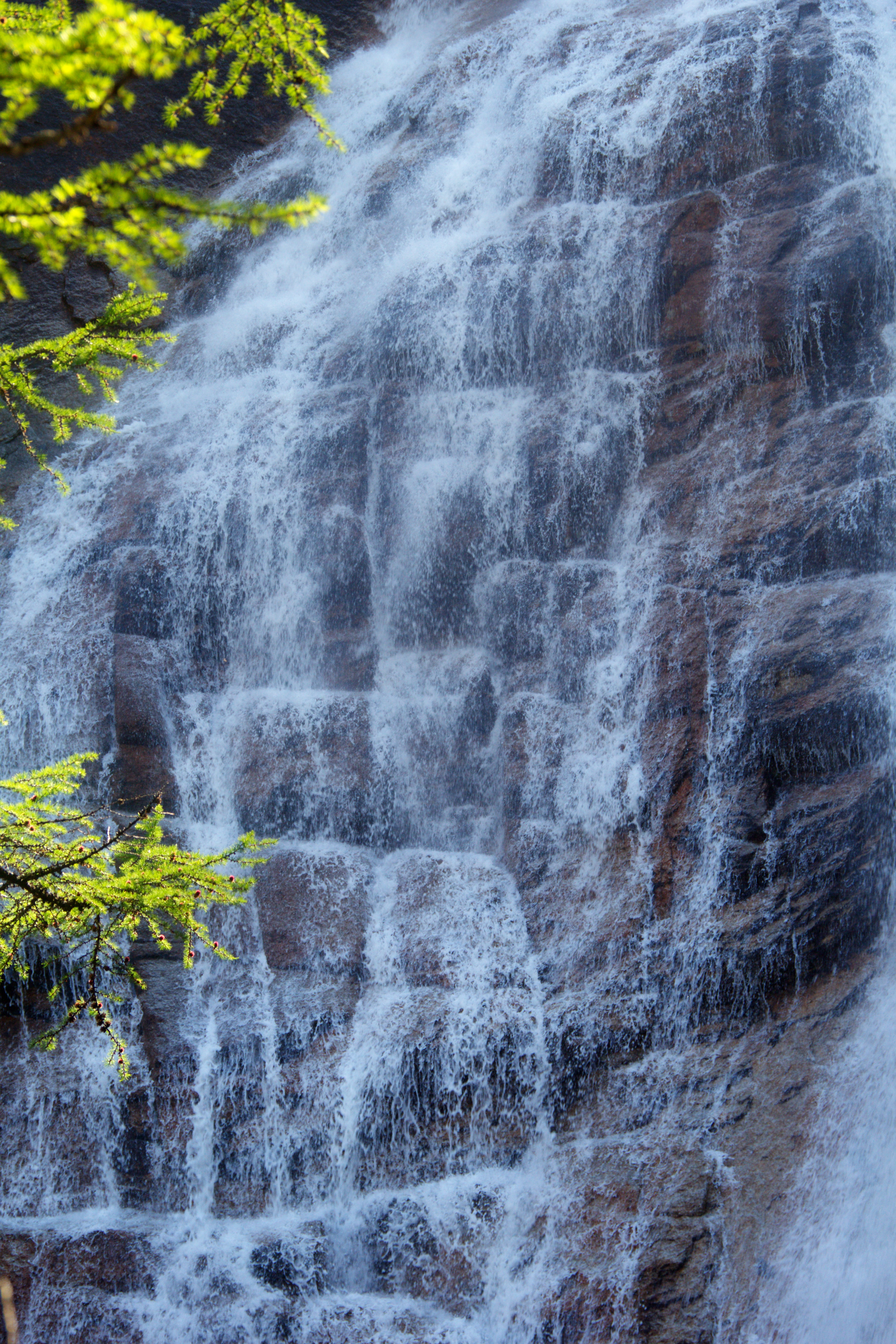
Waterval in de bergketen Doesse-Alin.
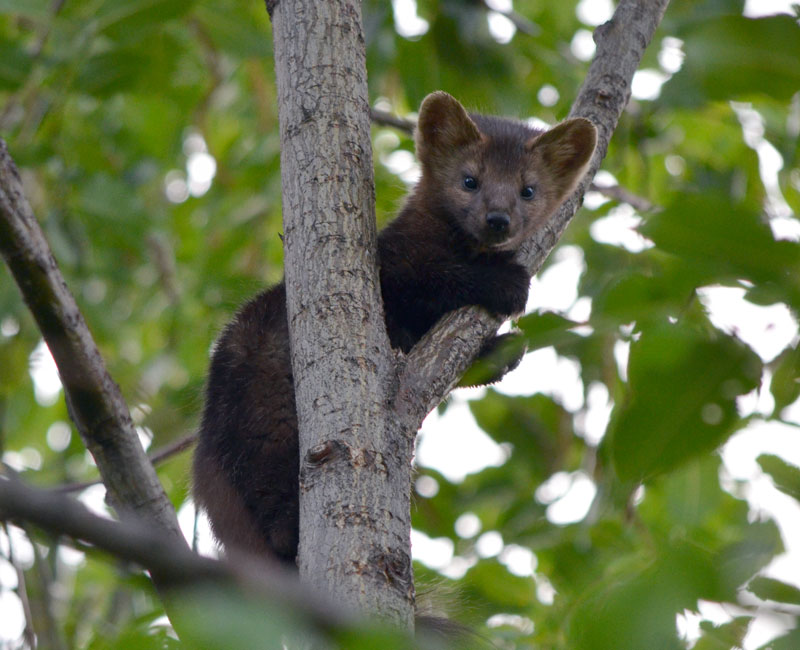
Een sabelmarter (Martes zibellina) in Zapovednik Boereinski.
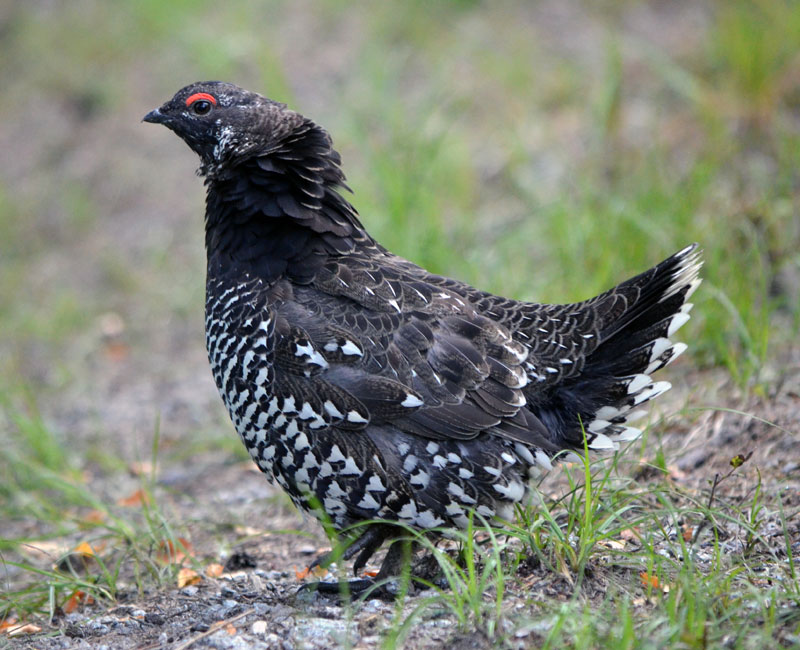
Een spitsvleugelhoen (Falcipennis falcipennis) in Zapovednik Boereinski.
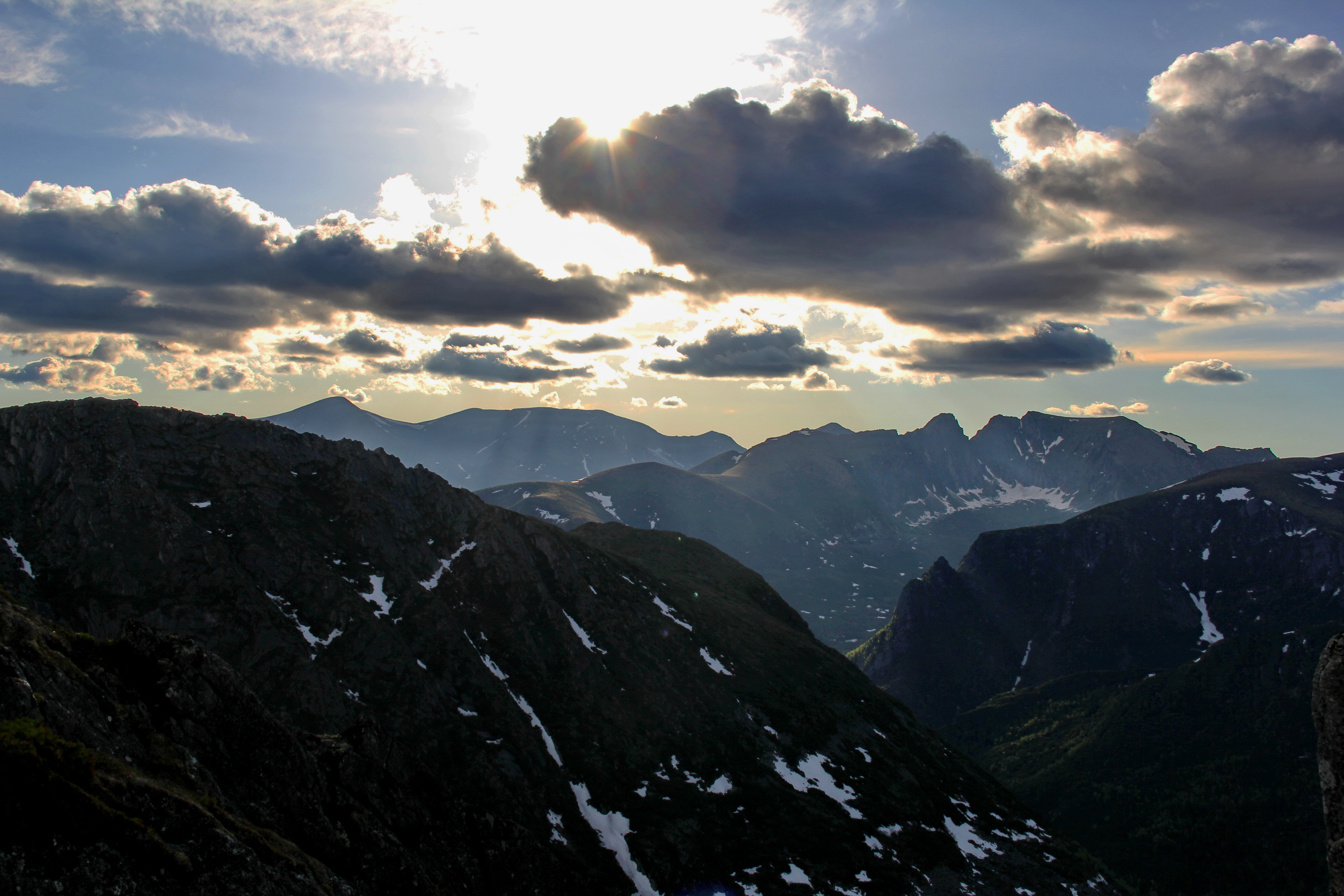
Zonsondergang over de Doesse-Alin.